# Báródság
A Báródság Romániában, a Partiumban, a Rév-Báródi-medencében, a Sebes-Körös jobb partján lévő, a Királyhágótól Élesdig húzódó terület. Nevét az itt található Nagy- és Kisbáródról kapta.

## Története
A területet a honfoglalás után az Erdélybe vezető hadiút védelmére kirendelt királyi jobbágyok lakták.
A Báródság falvai a későbbiekben a Sólyomkői uradalom részei lettek.
Román népessége a 14. században települt be területére. A későbbiekben azonban a tájegység központjának számító Nagy- és Kisbáród is lassanként elrománosodott.
Az Erdélyi Fejedelemség kialakulása után újból katonai terület lett, amely a Királyhágón áthaladó fejedelmek és főurak szolgálatát és védelmét látta el.
1711 után megszűnt a terület katonai jelentősége, kapitányi címe vármegyei tisztséggé lett.
A Báródság egykori magyar lakói Élesden, Réven, valamint a környező falvakban élnek.